# Tássia Camargo
Maria Aparecida Pereira Anastásio (n. Guarulhos, Brasil, 29 de enero de 1961) es una actriz, directora y productora brasileña.

## Biografía
Su primer papel en la TV en telenovelas fue en la Rede Bandeirantes, donde actuó en Os Adolescentes.
La actriz fue la primera presentadora del Vídeo Show, en su primer año de exhibición, en 1983.
La Marlene de O Salvador da Pátria, Elisa de Tieta, la Marina da Glória de la Escolinha del Profesor Raimundo y la Lenita de Despedida de soltero se incluyen entre sus personajes.
En 2006 actuó en la novela Vidas opuestas en la Rede Record, donde interpretó a Lucília.

## Vida personal
Tasa es madre de dos varones: Pedro y Diego. La actriz fue casada durante 11 años con el músico Marinho Boffa, una unión que terminó en 1996, poco después del fallecimiento de su hija Maria Júlia, con apenas dos años de edad víctima de rubéola congénita tardía, siendo que la actriz ya se había vacunado y, dos veces la rubéola. Lucha hasta hoy para cambiar la campaña de la vacuna que es incorrecta.

## Trabajos en la televisión
| Año  | Título                          | Papel                                 |
| ---- | ------------------------------- | ------------------------------------- |
| 1981 | Os Adolescentes                 | Majô                                  |
| 1982 | Chico Anysio Show               | Marina da Glória                      |
| 1982 | Elas por Elas                   | Míriam Ferraz (Myrian)                |
| 1983 | Vídeo Show                      | Presentadora                          |
| 1983 | Pão Pão, Beijo Beijo            | Nina                                  |
| 1984 | Rabo de Saia                    | Nice (Nicinha)                        |
| 1985 | Um Sonho a Mais                 | Mônica Aranha                         |
| 1986 | Selva de cemento                | Joana (Jane)                          |
| 1988 | Chapadão do Bugre               | Rita (Ritinha)                        |
| 1988 | Chico Anysio Show               | Marina da Glória                      |
| 1989 | O Salvador da Pátria            | Marlene Machado da Silva              |
| 1989 | Tieta                           | Elisa Esteves D'Alemberti             |
| 1990 | Delegacia de Mulheres           | Margô (Episodio: Formicida e Guaraná) |
| 1990 | Escolinha del Profesor Raimundo | Marina da Glória                      |
| 1991 | Estados Anysios de Chico City   | Varios personajes                     |
| 1991 | O Dono do Mundo                 | Teresa de Jesus (Teresinha)           |
| 1992 | As Noivas de Copacabana         | Marilene Batista                      |
| 1992 | Despedida de soltero            | Madalena Chaddad Santarém (Lenita)    |
| 1993 | Você Decide                     | Episodio: Se Acaso Você Chegasse      |
| 1994 | Você Decide                     | Amanda (Episodio: O Último Desejo)    |
| 1994 | Cuatro por Cuatro               | Maria Bataglia                        |
| 1995 | Você Decide                     | Episodio: O Sacrifício                |
| 1996 | Você Decide                     | Episodio: No Silêncio da Noite        |
| 1996 | Anjo de Mim                     | Antônia                               |
| 1998 | Você Decide                     | Episodio: Amor ao Próximo             |
| 1998 | Dona Flor e Seus Dois Maridos   | Madona                                |
| 1999 | Mi buen querer                  | Marta                                 |
| 2000 | El clavel y la rosa             | Joana Penaforte Batista               |
| 2001 | A Padroeira                     | Generosa                              |
| 2002 | Brava Gente                     | Gleice (Episodio: A Hora Errada)      |
| 2003 | Jamais Te Esquecerei            | Isabela                               |
| 2004 | Malhação                        | Lúcia da Silva Gomes                  |
| 2006 | Vidas opuestas                  | Lucília de Souza                      |
| 2015 | Tudo pela Audiência             | Marina da Glória                      |